# Oosterwijk (Gueldre)
Pour les articles homonymes, voir Oosterwijk.
Oosterwijk est une localité des Pays-Bas qui fait partie de la région d’Achterhoek, commune de Bronckhorst.